# Аксіомна схема
У математичній логіці аксіомна схема (схема аксіом) узагальнює поняття аксіоми.
Аксіома — це формула в мові аксіоматичної системи, у якій присутні одна або більше схематичних змінних. Ці змінні, являючи собою метамовні конструкти, заміщують будь-які терми або підформули системи.
Число можливих підформул або термів, які можуть бути поставлені замість схематичної змінної, є зліченно нескінченною. Отже, аксіомна схема виконує роль зліченно нескінченної множини аксіом. Ця множина зазвичай може бути визначена рекурсивно. Теорія, яка може бути аксіоматизована без схем, називається скінченно аксіоматизовуваною. Теорії, що можуть бути скінченно аксіоматизованими, розглядаються як дещо більш математично елегантні, навіть якщо вони менш практичні для дедуктивної роботи.
Добре відомими є такі приклади аксіомних схем:
- схема індукції, яка є складовою аксіом Пеано для арифметики натуральних чисел;
- аксіомна схема заміщення, яка є складовою стандартної ZFC аксіоматизації теорії множин.

Було доведено (уперше — Річардом Монтегю), що ці схеми не можуть бути усунені. Тому арифметика Пеано і ZFC не можуть бути скінченно аксіоматизованими. Це також актуально для кількох інших аксіоматичних теорій у математиці, філософії, лінгвістиці тощо.
Усі теореми ZFC є також теоремами теорії множин фон Нойманна-Бернайса-Гьоделя, проте остання — скінченно аксіоматизовувана. Теорія множин Нові Основи може бути скінченно аксіоматизована, але тільки з деякою втратою елегантності.
Схематичні змінні в логіці першого порядку зазвичай усуваються тривіально в логіці другого порядку, оскільки схематична змінна часто стоїть на місці довільної властивості або відношення над індивідами теорії. Це також відбувається зі схемами Індукції та Заміщення, згаданими вище. Логіка вищих порядків дозволяє квантифікованим змінним приймати значення усіх можливих властивостей і відношень.